# 中村昭之
中村 昭之 (なかむら しょうじ、1927年12月 - 2014年12月28日) は、日本の心理学者。

## 経歴
福岡県福岡市出身。九州大学文学部哲学科心理学専攻卒業。長崎県立短期大学、長崎県立国際経済大学の教員を経て、1970年（昭和45年）に駒澤大学に着任、以後教員として1998年の定年まで28年間勤務。同大学の心理学研究室を育て上げ、心理学科の設立に尽力した。

## 研究分野
専攻は臨床心理学で、認知行動療法的観点に近い。また東洋思想にも造詣が深く、特に東洋的行法、禅瞑想に関する心理過程については日本の第一人者とされる。

## 学会
- 日本応用心理学会（運営委員、常任運営委員、副会長、会長、名誉会員）[1][3]

## 主要業績
- 「自己治療的心理療法の研究 (1)坐禅の心理療法的側面，特に動機と心的態度の変化について」 『経済と文化』 7, p2-9, 1964.[1][4]
- 「自己治療的心理療法の研究 (2)坐禅の心理・生理学的研究」 『経済と文化』 8, p13-29, 1966.[1][4]
- 「叢林生活と森田療法における生活の類似性に関する研究：人間関係と体得過程を中心として」 『精神療法研究』 5(2), p45-52,1974.[1][4]
- 「叢林生活に関する心理学的研究」 学位論文 駒澤大学，1977.[1][5]
- 「イメージ療法に伴う生理・心理学的研究」 『催眠医学研究』 25(2), p21-26, 1981.（共著）[1][6]
- 「家族と家族療法」（共訳 Minuchin,S.Family and Family Therapy: Harvard University Press） 誠信書房，1983.[1][7]
- 「抑うつの認知行動療法」（監訳 Williams, J. M. G. The Psychological Treatment of Depression: Groom Helm）誠信書房, 1985.[1][8]
- 「禅的瞑想によるセルフ・コントロール」 『催眠学研究』 36(1), p40-43, 1991.[1][9]
- 「日本における東洋的行法の研究展望」 『心理学評論』 35(1), p22-43, 1992.[1][10]
- Zen Practice and Self-Control. Journal of the Faculty of Letters Komazawa University, 53, p117-130, 1995.[1][11]

## 論文
- Cinii＞中村昭之